# Миллер, Артур Чарльз
Артур Чарльз Миллер (англ. Arthur Charles Miller; 8 июля 1895, Нью-Йорк, Нью-Йорк — 13 июля 1970, Голливуд, Калифорния) — американский кинооператор. Трёхкратный лауреат премии «Оскар» за операторскую работу в фильмах «Как зелена была моя долина», «Песня Бернадетт» и «Анна и король Сиама».

## Биография
Родился 8 июля 1895 года в Рослине, Нью-Йорк. В начале операторской карьеры работал на съёмках короткометражных картин. Первой серьёзной работой для Миллера стал многосерийный фильм «Опасные похождения Полины» вышедший в 1914 году. В качестве кинооператора Артур Чарльз Миллер принял участие в создании 146 картин. Его последней работой стал фильм 1951 года «Вор».
С 1954 по 1956 год был президентом Американского общества кинооператоров.
Умер 13 июля 1970 года в Голливуде, США.

## Избранная фильмография
- 1914 — Опасные похождения Полины / The Perils of Pauline (реж. Доналд Маккензи и Луи Ганье)
- 1923 — Вечный город / The Eternal City (реж. Джордж Фицморис)
- 1937 — Крошка Вилли Винки / Wee Willie Winkie (реж. Джон Форд)
- 1939 — Пришли дожди[англ.] / The Rains Came (реж. Кларенс Браун)
- 1940 — Синяя птица[англ.] / The Blue Bird (реж. Уолтер Лэнг)
- 1940 — Джонни Аполлон / Johnny Apollo (реж. Генри Хэтэуэй)
- 1940 — Знак Зорро / The Mark of Zorro (реж. Рубен Мамулян)
- 1941 — Табачная дорога / Tobacco Road (реж. Джон Форд)
- 1941 — Как зелена была моя долина / How Green Was My Valley (реж. Джон Форд)
- 1941 — Охота на человека / Man Hunt (реж. Фриц Ланг)
- 1942 — Превыше всего[англ.] / This Above All (реж. Анатоль Литвак)
- 1943 — Песня Бернадетт / The Song of Bernadette (реж. Генри Кинг)
- 1943 — Случай в Окс-Боу / The Ox-Bow Incident (реж. Уильям Уэллман)
- 1944 — Ключи от царства небесного / The Keys of the Kingdom (реж. Джон М. Стал)
- 1945 — Королевский скандал / A Royal Scandal (реж. Отто Премингер)
- 1946 — Драгонвик / Dragonwyck (реж. Джозеф Манкевич)
- 1946 — Анна и король Сиама[англ.] / Anna and the King of Siam (реж. Джон Кромвелл)
- 1946 — Остриё бритвы / The Razor’s Edge (реж. Эдмунд Гулдинг)
- 1947 — Джентльменское соглашение / Gentleman’s Agreement (реж. Элиа Казан)
- 1949 — Письмо трём жёнам / A Letter to Three Wives (реж. Джозеф Манкевич)
- 1950 — Водоворот / Whirlpool (реж. Отто Премингер)
- 1950 — Стрелок / The Gunfighter (реж. Генри Кинг)
- 1951 — Вор / The Prowler (реж. Джозеф Лоузи)

## Награды и номинации
- Премия «Оскар» за лучшую операторскую работу
  - Номинировался в 1940 году за фильм «Пришли дожди»[6]
  - Номинировался в 1941 году совместно с Рэем Реннаханом за фильм «Синяя птица»[7]
  - Лауреат 1942 года за фильм «Как зелена была моя долина»[8]
  - Номинировался в 1943 году за фильм «Превыше всего»[9]
  - Лауреат 1944 года за фильм «Песня Бернадетт»[10]
  - Номинировался в 1946 году за фильм «Ключи от царства небесного»[11]
  - Лауреат 1947 года за фильм «Анна и король Сиама»[12]